# 產後出血
產後大流血（英語：Postpartum hemorrhage，縮寫為PPH），又稱產後出血（Postpartum bleeding），婦女在生產之後可能出現的一種失血病症，通常被早期產後出血 (EPH) 是產後死亡的主要原因之一。它被定義為陰道失血至少500毫升或剖宮產後24小時內失血1000毫升。或再加上低血容的症狀與徵象。症狀與徵象首先包括心跳加快、站立時感覺昏厥、以及呼吸速度增加。若失血量增多，則可能會有寒冷的感覺、低血壓、不安定感或失去意識 。在生產後6周內，產後出血的情形都可能會發生 。
最常見的原因為產後子宮收縮無力。其他可能原因包括胎盤未完全排出、子宮撕裂、或凝血功能差。產後出血通常發生在以下情形：貧血、亞洲人、嬰兒身形較大或多胞胎、肥胖、40歲以上。此外，也通常發生在剖腹產後，尤其使用催產藥物以及接受會陰切開術。
預防方法是盡可能減少危險因子，包含剖腹產、會陰切開術等；並在生產後給予催產素，以刺激子宮收縮。米索前列醇在催產素缺乏情況下可取代之。治療部分則包含靜脈輸液、輸血、以及促進子宮收縮之藥物，如邁克寧（又譯麥角胺）。當上述方法無效時，徒手壓迫子宮也可能有效。若選擇壓迫腹部時，則主動脈也可能因此受壓迫。另外，世界衛生組織建議非充氣抗休克服裝（non-pneumatic anti-shock garment）的使用，直到進一步手術能進行為止。
在發展中國家，生產時約有1.2%發生產後大出血的情形，而在這之中約3%孕婦死亡。產後出血造成全球每年約44,000至86,000件死亡，係生產時死亡的首要死因。在英國，自1800年代後期產後出血的死亡率已下降，每10萬個生產中有0.4人因產後出血死亡，而在撒哈拉以南的非洲則為約150人。